# 熱帶風暴奧麥斯 (2010年)
| 太平洋颱風季             |
| 主題頁 - 專題 - 編輯指南 |

熱帶風暴奧麥斯（菲律賓大氣地理天文部門：Agaton，國際編號：1001，JTWC：02W）為2010年太平洋颱風季的第一個被日本氣象廳編號的熱帶氣旋。

## 發展過程及路徑

### 橫過西北太平洋
一熱帶擾動於3月17日在北緯4度，東經149度附近形成，其北面的副熱帶高壓脊帶領著它向西北偏西移動。該熱帶擾動在大致良好的環境下於3月22日增強為一熱帶低氣壓，初時其對流旺盛并集中于其中心北部。該熱帶低氣壓于3月24日晚間增強為熱帶風暴，並被命名為奧麥斯。此時，奧麥斯亦已達到其強度顛峰，其中心附近最高持續風速達到每小時65公里。

### 減弱消散
奧麥斯北面的副熱帶高壓脊於3月25日減弱東退，令奧麥斯轉向東北移動，而奧麥斯亦受北面強風切及低水溫的海域影響減弱。它於3月26日減弱為熱帶低氣壓，隨後漸漸消散。

## 影響

### 雅蒲島
奧麥斯曾以熱帶低氣壓的強度在雅蒲島以北掠過。由於奧麥斯強度偏弱，未有為當地帶來重大影響。雅蒲島風勢於3月23日增強，但未錄得強風，而陣風一度達烈風程度。

## 內部連結
- 2010年太平洋颱風季
- 熱帶氣旋

## 外部連結
- （英文）http://www.usno.navy.mil/JTWC （页面存档备份，存于） 聯合颱風警報中心首頁
- （日語）http://www.jma.go.jp/jma/index.html （页面存档备份，存于） 日本氣象廳首頁
- （中文）http://www.cwb.gov.tw （页面存档备份，存于） 中央氣象局首頁
- （英文）http://www.pagasa.dost.gov.ph/ （页面存档备份，存于） 菲律賓大氣地球物理和天文管理局首頁
- （中文）http://www.hko.gov.hk （页面存档备份，存于） 香港天文台首頁
- （中文）http://www.smg.gov.mo （页面存档备份，存于） 澳門地球物理暨氣象局首頁
- （中文）https://web.archive.org/web/20180126161327/http://www.nmc.cn/ 中央气象台首页